# Mongolistik
Die Mongolistik ist die auf die Mongolen bezogene wissenschaftliche Forschung und Lehre, die sich im Wesentlichen mit Texten befasst. Als Quellen kommen dabei mündlichen und schriftlichen Texten der gleiche Rang zu. In diesem Sinne ist Mongolistik ein philologisches Fach. Das heißt, dass Texte aus unterschiedlichen Sach- und Lebensbereichen Berücksichtigung finden. Mongolistik ist aber auch eine Kulturwissenschaft, die sich mit den kulturellen Gegebenheiten der Mongolen, der mongolischen Sprache und der mongolischen Schrift auseinandersetzt.
Regional betrachtet beschäftigt sich die Mongolistik damit hauptsächlich mit der Volksrepublik China (u. a. Innere Mongolei, Bayingolin, Bortala, Haixi, Dorbod, Fuxin, Harqin Linker Flügel, Henan, Hoboksar, Subei, Vorderer Gorlos, Weichang), dem Staat Mongolei und Russland (u. a. Burjatien, Aginskoje, Ust-Ordynsk, Kalmückien).